# Urinuntersuchung
Die Urinuntersuchung, Harnuntersuchung, Harndiagnostik oder Urindiagnostik, selten auch Urognostik, ist eine der ältesten Methoden, um Vorhandensein, Schwere und Verlauf von Erkrankungen von Nieren und Harnwegen zu untersuchen.
In der Antike und dem Mittelalter bis weit in die frühe Neuzeit und zum Teil bis ins 19. Jahrhundert hinein wurde sie als Uroskopie oder Harnschau (eine Betrachtung und Geruchsprüfung des spontan entleerten Urins) zu diagnostischen Zwecken durchgeführt. Dabei wurde hauptsächlich auf die Humoralpathologie, die Säftelehre nach Hippokrates von Kos (ca. 460 bis ca. 370 v. Chr.) und Galen von Pergamon (ca. 129 bis ca. 216 n. Chr.), Bezug genommen. Zu den bedeutenden mittelalterlichen Verfassern von Literatur zur Urinuntersuchung gehörte der ägyptische Arzt Isaak Judaeus im 10. Jahrhundert. Im 12. und 13. Jahrhundert kam es auch zur übertriebenen Anwendung der Harnschau. Auch heute in der Unani-Medizin wird die Harnschau mit bloßem Auge noch angewendet. 1882 führte Paul Ehrlich die Diazoreaktion in die Urindiagnostik ein.
Beginnend am Anfang des 19. Jahrhunderts hatte sich die wissenschaftliche Urinuntersuchung dann im 20. Jahrhundert endgültig etabliert.
Heute wird in den meisten Fällen zunächst ein Urinteststreifen eingesetzt, der eine schnelle, einfache und preisgünstige Analyse des Urins auf Vorhandensein von roten Blutkörperchen (Erythrozyten), weißen Blutkörperchen (Leukozyten), Proteine, Nitrit, Glukose und anderen Substanzen ermöglicht.

## Teststreifen

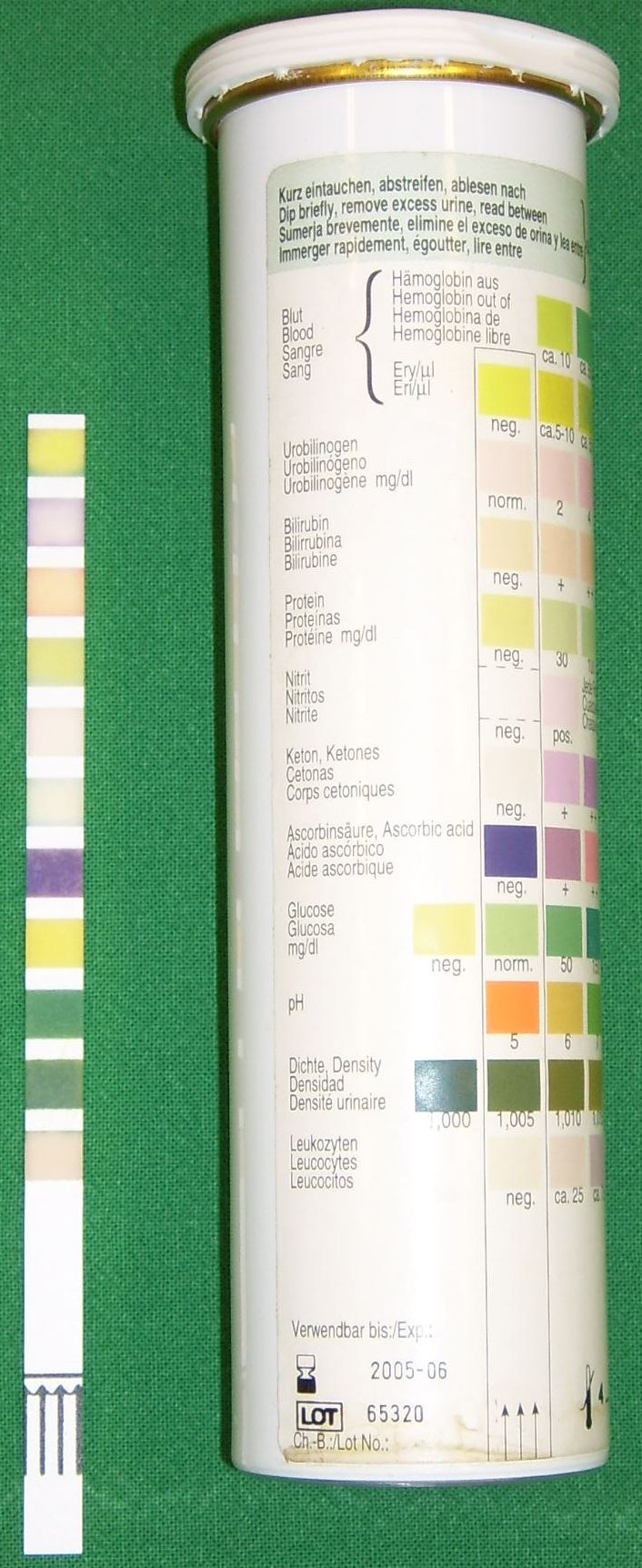
Urinteststreifen

Bei auffälligen Befunden im Teststreifen, insbesondere bei Nachweis von roten oder weißen Blutkörperchen wird der Urin zentrifugiert und das Urinsediment unter dem Mikroskop untersucht.
Rote Blutkörperchen im Urin weisen auf eine Einblutung aus Nieren und Harnwegen hin und können bei Nierenkrebs, Harnsteinen oder Erkrankungen des Nierenkörperchens (meist handelt es sich dabei um eine Glomerulonephritis) auftreten. In ca. einem Drittel der Fälle kann aber auch bei sorgfältiger Untersuchung keine Ursache gefunden werden.
Weiße Blutkörperchen im Urin weisen meist auf eine Harnwegsinfektion hin, insbesondere wenn Schmerzen beim Wasserlassen bestehen und Nitrit im Teststreifen nachweisbar ist.
Häufigste Ursache von Eiweiß im Urinteststreifen sind Erkrankungen des Nierenkörperchens wie diabetische Nephropathie, Nephrosklerose oder Glomerulonephritis. Zur weiterführenden Diagnostik wird die Eiweißausscheidung mit chemischen Methoden quantifiziert, und die unterschiedlichen Eiweiße werden durch Elektrophorese charakterisiert.
Für spezielle Fragestellungen existiert eine Vielzahl weiterer Bestimmungsmethoden.

## Urinprobe
72 Stunden vor der Abgabe der Urinprobe sollten schwere körperliche Anstrengungen (Langstreckenlauf, Fußballspiel) vermieden werden.
Während der Menstruation sollte keine Urinuntersuchung durchgeführt werden.
Frauen sollten bei Ausfluss einen Tampon verwenden.
Die Öffnung der Harnröhre sollte abgewaschen werden.
Die erste Urinportion wird verworfen. Um Beimengungen von Zellen und Sekreten aus Harnröhre und Vagina zu vermindern, wird für die Analyse der sogenannte Mittelstrahlurin verwendet.
Partikel im Urin lösen sich schnell auf, insbesondere wenn der Urin alkalisch oder verdünnt (niedriges spezifisches Gewicht, niedrige Osmolalität) ist. Idealerweise sollte die Urinprobe innerhalb von 2 bis 4 Stunden untersucht werden. Ist dies nicht möglich, kann der Urin bei Temperaturen zwischen +2 °C und +8 °C aufbewahrt werden; dies begünstigt aber die Fällung von Urat- und Phosphat-Kristallen. Alternativ kann der Urin durch Zugabe von Formaldehyd oder Glutaraldehyd haltbar gemacht werden, dieser Vorgang der Fixierung kann aber zu Veränderungen von Urinbestandteilen führen.

## Physikalische Eigenschaften

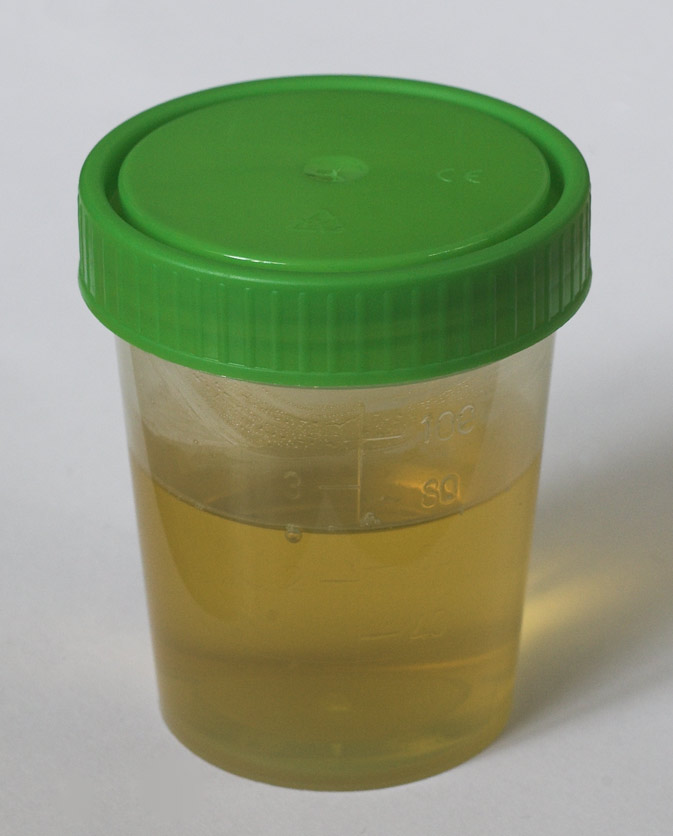
Urinbecher

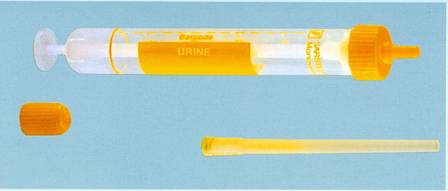
Urinentnahmesystem Urin-Monovette mit Standarddruck (wird häufig für Labore in Krankenhäusern verwendet)

### Farbe
Die normale Farbe des Urins reicht von Hellgelb bis Dunkelgelb, oder er ist bernsteinfarben.
Erkrankungen, Medikamente und Nahrungsmittel können zu einer abweichenden Färbung des Urins führen:
Erkrankungen
- Beimengungen von Blut (Makrohämaturie), Hämoglobin (Hämoglobinurie) und Myoglobin (Myoglobinurie) können den Urin rosa, rot, braun oder schwarz verfärben.
- Gelbsucht (Ikterus) führt zu einer Gelb- oder Braunfärbung.
- Eine massive Ausscheidung von Harnsäure-Kristallen (Kristallurie) färbt den Urin rosa.
- Bei Porphyrie und Alkaptonurie ist der Urin rot und verfärbt sich beim Stehenlassen schwarz.
- Bei metastasiertem malignem Melanom kann in ca. 15 % der Fälle eine schwarze Verfärbung des Urins auftreten. Ursache ist die vermehrte Ausscheidung von 5:6 Hydroxyindol, einem Zwischenprodukt der Bildung des Melanins aus Tyrosin (Melanurie, Abb. aus ).

Medikamente
- Rifampicin führt zu einer gelb-orangen bis roten Verfärbung.
- Phenytoin färbt den Urin rot.
- Aminophenazon und Phenolphthalein können den Urin rotfärben
- Chloroquin und Nitrofurantoin färben den Urin braun.
- Triamteren und blaue Nahrungsmittelfarbstoffe, sowie Propofol (bei bestimmten genetischen Variationen) können zu einer Grünfärbung führen, außerdem Indometacin, Amitriptylin, Listerine, Flutamid, und eine Infektion mit Pseudomonas aeruginosa
- Metronidazol, Methyldopa, Imipenem führen dazu, dass der Urin beim Stehen nachdunkelt.

Nahrungsmittel
- Rote Bete und Brombeeren können den Urin rot verfärben.
- Senna und Rhabarber können zu einer gelben bis braunen und einer Rotverfärbung führen.

### Trübung
Urin ist normalerweise klar. Eine Trübung kann durch eine Vielzahl verschiedener Partikel hervorgerufen werden. Meist handelt es sich dabei um Erythrozyten, Leukozyten, Bakterien, Plattenepithelzellen, Lipide oder Kristalle. Häufig führen Sekrete aus dem Genitalbereich zu einer Trübung. Bei Urogenitaltuberkulose kann käsiges Material den Urin trüben. Als schlechtes prognostisches Zeichen bei Schwindsüchtigen (an Tuberkulose Erkrankten) hatte bereits Frederik Dekkers 1673 eine Trübung des Urins nach Kochen und Säurezusatz beobachtet.
Die Beimengung von Chylus (fetthaltiger Lymphflüssigkeit) zum Urin führt zu einer weißen Trübung, insbesondere nach fettreichen Mahlzeiten (Chylurie). Zu einer Chylurie kommt es, wenn eine pathologische Verbindung zwischen Lymph- und Urogenitalsystem besteht. Ursachen sind Filariasis, Urogenitaltuberkulose, Schistosomiasis, Verletzungen, Schwangerschaft, angeborene Fehlbildungen, Aortenaneurysmen, chirurgische Eingriffe sowie Entzündungen der Mesenteriallymphknoten. (Abb. unter )

### Geruch
Ein beißender Geruch des Urins weist auf eine Infektion mit Bakterien hin, die Ammoniak produzieren.
Einige seltene Erkrankungen bewirken einen charakteristischen Geruch des Urins.
- Ahornsirupkrankheit führt zu einem Ahornsirup-Geruch des Urins.
- Phenylketonurie bewirkt einen moderigen oder mausartigen Uringeruch.
- Isovaleriansäure-Azidose führt zu Schweißgeruch des Urins.
- Hypermethioninämie führt zu Geruch nach ranziger Butter oder Fisch.
- Ketone bewirken einen süßlichen oder fruchtigen Geruch.

Der Genuss von Gemüsespargel führt zu einem besonderen Geruch, für den ein Enzym verantwortlich ist, das im Urin den Aromastoff Asparagusinsäure (1,2-Dithiolan-4-carbonsäure) aufspaltet. Bei diesem Vorgang werden schwefelhaltige Verbindungen frei, die anschließend ausgeschieden werden.

### Relative Dichte
Die relative Dichte des Urins kann mit verschiedenen Methoden bestimmt werden:

#### Spezifisches Gewicht
Der Physiker Nikolaus von Kues wies bereits gegen Ende des 15. Jahrhunderts auf die Nützlichkeit der Bestimmung des spezifischen Gewichts des Urins (wie auch des Blutes) hin. Das spezifische Gewicht des Urins hängt ab von der Menge der im Urin gelösten Stoffe. Die Bestimmung erfolgt mittels eines Urinometers, einer Senkspindel, die mit einer Skala zwischen 1.000 und 1.060 g/l versehen ist, oder mit einem Refraktometer. Das Urinometer ist einfach und schnell, wird aber bis auf perioperative oder anästhesiologische Situationen (neurochirurgische Operationen) kaum noch eingesetzt. Ist das spezifische Gewicht des Urins gleich dem des Blutplasmas, spricht man von einer Isosthenurie, liegt es darunter, von einer Hyposthenurie. Dies tritt bei mangelndem Konzentrationsvermögen der Niere oder bei exzessiver Wasseraufnahme auf. Normalerweise ist das spezifische Gewicht des Urins größer als das des Plasmas (Hypersthenurie).

#### Osmolarität
Die Osmolarität des Urins hängt von der Anzahl der gelösten Partikel ab. Die Messung erfolgt mittels eines Osmometers, z. B. durch Bestimmung der Gefrierpunktserniedrigung.
Werden vermehrt osmotisch aktive Teilchen in den Primärharn filtriert, kommt es zu einem Anstieg von Urin-Osmolarität und Urin-Volumen (Osmotische Diurese).
Beispiele:
- Bei Diabetes mellitus kann eine erhöhte Glukosekonzentration im Urin zu osmotischer Diurese kommen.
- Mannitol führt ebenfalls zu einer osmotischen Diurese und kann daher als Diuretikum eingesetzt werden.

Kann die Niere aufgrund einer fortgeschrittenen Nierenerkrankung den Urin nicht mehr ausreichend konzentrieren, liegt im Urin die gleiche Osmolarität wie im Plasma vor (Isosthenurie).
Wird vermehrt Wasser über den Urin ausgeschieden, z. B. nach vermehrter Flüssigkeitszufuhr (Polydipsie) oder aufgrund eines Diabetes insipidus, sinkt die Osmolarität im Urin ab (Wasserdiurese).

#### Refraktometrie
Mit Hilfe eines Refraktometers kann der Brechungsindex des Urins bestimmt werden. Diese ist ein Maß für die Osmolarität des Urins. Die Durchführung des Tests ist einfach und benötigt nur einen Tropfen Urin.

#### Trockenchemie
Eine näherungsweise Bestimmung der Osmolalität ist auch mittels Urinteststreifen möglich.
Bei der zugrundeliegenden Reaktion setzt ein Komplexbildner in Gegenwart von Kationen Protonen frei, die zu einem Farbumschlag des Indikators Bromthymolblau führen.
Bei einem Urin pH über 6,5 wird die Osmolalität unterschätzt; bei einer Eiweißkonzentration über 7 g/l wird die Osmolalität überschätzt. Durch die zugrunde liegende Reaktion werden nur Ionen erfasst, nicht jedoch wichtige osmotisch aktive nichtionisierte Moleküle wie Glukose oder Harnstoff. Aus diesen Gründen besteht nur eine schlechte Übereinstimmung mit anderen Methoden zur Bestimmung der Osmolalität.

## Chemische Eigenschaften

### pH
In der Regel wird der pH-Wert des Urins durch den Urinteststreifen bestimmt. Der Indikator deckt einen pH-Bereich zwischen 5 und 9 ab. Über- oder unterschreitet der Urin-pH diesen Bereich oder ist eine genauere Bestimmung des pH-Werts erforderlich, muss die Messung mittels pH-Meter erfolgen.

### Hämoglobin
Blutbeimengungen im Urin (Hämaturie) werden mit dem Urinteststreifen durch den roten Blutfarbstoff (Hämoglobin) nachgewiesen. Die Nachweisreaktion nutzt die Peroxidase-Aktivität der Häm-Gruppe, welche die Reaktion zwischen Peroxid und einem Farbstoff katalysiert. In Gegenwart von Erythrozyten bilden sich grüne Flecke, in Gegenwart von freiem Hämoglobin entsteht ein homogener grüner Farbumschlag.
Falsch positive Befunde treten auf bei Hämolyse mit Hämoglobinurie, Rhabdomyolyse mit Myoglobulinurie und bei hohen Konzentrationen von Bakterien mit Peroxidase-Aktivität wie Enterobakterien, Staphylokokken und Streptokokken.
Falsch negative Befunde können in Gegenwart von reduzierenden Substanzen auftreten. So kann in Gegenwart von Ascorbinsäure, z. B. durch Einnahme großer Mengen an Vitamin C, eine milde Hämaturie übersehen werden.
Die Sensitivität des Teststreifens zum Nachweise von Hämoglobin liegt bei 95–100 %, die Spezifität bei 65–93 %.

### Glukose und andere Zucker
Im Urinteststreifen wird Glukose zunächst zu Glucuronsäure und Wasserstoffperoxid oxidiert. In einem zweiten Schritt, der durch eine Peroxidase katalysiert wird, reagiert Wasserstoffperoxid mit einem Farbreagens. Der Teststreifen erlaubt einen semiquantitativen Nachweis. Ist eine genaue Bestimmung der Glukosekonzentration erforderlich, werden enzymatische Bestimmungsmethoden eingesetzt.
Nur wenn der Blutzucker höher ist als die Nierenschwelle, tritt Glukose in den Urin über und ist dort nachweisbar. Beträgt die Glukosekonzentration im Urin mehr als 15 mg/dl (0,8 mmol/l), spricht man von einer Glukosurie. Ursachen einer Glukosurie sind erhöhte Blutzuckerspiegel (Diabetes mellitus) oder eine verminderte Rückresorption der Glukose aus dem Primärharn bei Erkrankungen der Nierenkanälchen (Diabetes renalis).
Falsch negative Befunde ergeben sich in Gegenwart von Ascorbinsäure und Bakterien, falsch positive Befunde können durch oxidierende Reinigungsmittel und Salzsäure hervorgerufen werden.
Milchzucker (Lactose) wird in der späten Schwangerschaft und in der Stillperiode physiologisch mit dem Urin ausgeschieden, eine vermehrte Ausscheidung (Laktosurie) tritt auch bei der angeborenen Form der Laktoseintoleranz auf.

### Protein
Beträgt die Ausscheidung von Proteinen im Urin (Proteinurie) über 150 mg/24 h über einen Zeitraum von mehr als drei Monaten, liegt eine chronische Nierenkrankheit vor.
- Häufigste Ursachen einer Proteinurie über 1000 mg/24 h sind diabetische Nephropathie, Glomerulonephritis und chronische Transplantatnephropathie.
- Liegt die Proteinurie über 3000 mg/d und bestehen Ödeme und eine Hyperlipidämie, spricht man von einem nephrotischen Syndrom.
- Bei Nephrosklerose, interstitieller Nephritis, Zystennieren, Transplantatabstoßung und medikamentös bedingten Nierenschäden liegt die Proteinurie in der Regel unter 1000 mg/24 h oder fehlt ganz.

Die Höhe der Proteinurie korreliert zur Geschwindigkeit des Nierenfunktionsverlustes. Ein Rückgang der Proteinurie unter Therapie weist auf ein Ansprechen der Behandlung hin.
Es gibt drei Möglichkeiten, eine Proteinurie nachzuweisen:

#### Proteinnachweis durch Teststreifen
Die Nachweisreaktion beruht darauf, dass Proteine in einem Puffersystem zu einer Änderung des pH-Werts führen, die proportional ist zur Konzentration des Proteins. Die pH-Änderung wurde durch eine pH-abhängige Farbänderung sichtbar gemacht. Diese Nachweismethode hat eine hohe Sensitivität gegenüber Albumin, jedoch eine nur sehr geringe Sensitivität gegenüber anderen relevanten Proteinen wie tubulären Proteinen oder freien Leichtketten.
Der Teststreifen erlaubt nur eine semiquantitative Bestimmung der Proteinkonzentration, die auf einer Skala von 0 bis +++ angegeben wird.
Eine vor allem bei Diabetikern relevante Albuminausscheidung von weniger als 300 mg/24 h bzw. weniger als 200 mg/l, die als Mikroalbuminurie bezeichnet wird, kann durch die üblicherweise verwendeten Teststreifen nicht nachgewiesen werden.

#### 24-h-Proteinausscheidung
Der Urin wird über 24 Stunden gesammelt. Zu Beginn der Sammelperiode ist die Harnblase vollständig in die Toilette zu entleeren, ab diesem Zeitpunkt wird der Urin komplett in einem Sammelgefäß gesammelt, exakt 24 Stunden nach Beginn der Sammelperiode muss die Blase vollständig in das Sammelgefäß entleert werden. Die Konzentration der Gesamtproteine im Urin kann durch die Biuretreaktion, Turbidimetrie oder Nephelometrie bestimmt werden. Die Proteinausscheidung wird in mg (bzw. g) pro 24 Stunden angegeben.
Die Proteinbestimmung im 24-h-Sammelurin ist die Referenzmethode der 1874 von Georg Hubert Esbach (1843–1890) eingeführten (quantitativen) Eiweißbestimmung im Urin. Wegen der relativ komplexen Sammelvorschrift kommt es jedoch häufig zu Fehlern beim exakten Sammeln des Urins.
Während der Sammelperiode kann es zur Vermehrung von Bakterien kommen. Zudem zerfallen in diesem Zeitraum zelluläre Bestandteile des Urins. Der Sammelurin darf daher nicht für die Untersuchung des Urinsediments und für die mikrobiologische Diagnostik verwendet werden.

#### Protein/Kreatinin-Quotient im Spontanurin
Um die Schwierigkeiten bei der Bestimmung der Proteinausscheidung über 24 Stunden zu umgehen, kann die Proteinkonzentration im Spontanurin auch auf die Kreatinin-Konzentration der Urinprobe bezogen werden. Die Proteinkonzentration wird dann in mg(Protein)/mg(Kreatinin) oder mg(Protein)/g(Kreatinin) angegeben. Der Normwert liegt unter 0,07 mg/mg.
Es besteht eine gute Korrelation zwischen Protein/Kreatinin-Quotient und 24 h – Proteinausscheidung. Möglicherweise ist die Korrelation aber bei Proteinkonzentrationen über 1 g/l weniger genau. Bislang gibt es noch keine Untersuchungen zum Stellenwert des Protein/Kreatinin-Quotienten bei der Überwachung der Behandlung von Erkrankungen, die mit einer Proteinurie einhergehen. Bei Katzen gilt der Quotient als wichtiges Kriterium zur Beurteilung einer chronischen Niereninsuffizienz.

#### SDS-Polyacrylamidgel-Gradienten-Elektrophorese (SDS-PAGE)
Der Urin wird mit Natriumlaurylsulfat (SDS) versetzt. Dadurch werden die Harnproteine denaturiert und können durch Elektrophorese auf einem Polyacrylamidgel nach der molaren Masse getrennt werden.
Die SDS-PAGE erfasst alle Harnproteine und ermöglicht die Unterscheidung zwischen glomerulärer Proteinurie, tubulärer Proteinurie und prärenaler Proteinurie. Die SDS-PAGE erlaubt keine Quantifizierung der Proteinurie und muss daher immer mit einer quantitativen Proteinbestimmung (24-h-Proteinausscheidung oder Protein/Kreatinin-Quotient) kombiniert werden.
Tubuläre Proteinurie
Im Nierenkörperchen werden kleinmolekulare Proteine (α1-Mikroglobulin, β2-Mikroglobulin, Retinol-bindendes Protein, β-NAG) in den Primärharn filtriert und anschließend über die proximalen Tubuluszellen des proximalen Tubulus (Nierenkanälchen) rückresorbiert. Bei Erkrankungen des Nierentubulussystems nimmt die Rückresorption ab, im Urin sind dann kleinmolekulare Proteine nachweisbar.
Eine tubuläre Proteinurie weist hin auf interstitielle Nephritis, Pyelonephritis, Transplantat-Abstoßung, akutes Nierenversagen oder erbliche Erkrankungen des Tubulussystems, wie z. B. das De-Toni-Fanconi-Syndrom.
Glomeruläre Proteinurie
Erscheinen höhermolekulare Proteine im Urin, weist das auf einen Defekt der Basalmembran des Nierenkörperchen hin. In frühen Krankheitsstadien sind im Urin Proteine mit einem mittleren Molekulargewichtsbereich von 50–70 kDa (Albumin, Transferrin) nachweisbar (selektiv glomeruläre Proteinurie). Bei fortgeschrittenen Erkrankungen erscheinen im Urin auch hochmolekulare Proteine wie z. B. Immunglobulin G (unselektiv glomeruläre Proteinurie).
- Eine selektiv glomeruläre Proteinurie weist hin auf Minimal-Change-Glomerulonephritis, Fokal-sklerosierende Glomerulonephritis und perimembranöse Glomerulonephritis im Frühstadium.
- Eine unselektiv glomeruläre Proteinurie mit einer Proteinausscheidung > 3000 mg/24 h spricht für eine proliferative Glomerulonephritis, eine Diabetische Nephropathie oder eine Amyloidose. Eine Proteinausscheidung < 300 mg/24 h weist hin auf einen Restzustand nach Glomerulonephritis, eine Proteinausscheidung < 120 mg/d ist nicht beweisend für eine Nierenerkrankung.

Prärenale Proteinurie
Bei monoklonalen Gammopathien können große Mengen an freien Leichtketten produziert werden. Die freien Leichtketten werden im Glomerulus filtriert und im proximalen Tubulus rückresorbiert. Überschreitet die filtrierte Menge an freien Leichtketten die Kapazität des Tubulussystems zur Rückresorption, erscheinen die freien Leichtketten im Urin (Bence-Jones-Proteinurie).
Mischproteinurie
Bei fortgeschrittenen Nierenerkrankungen werden sowohl Nierenkörperchen als auch Nierenkanälchen in Mitleidenschaft gezogen. Man findet dann Mischformen zwischen glomerulärer und tubulärer Proteinurie: Fortgeschrittene Glomerulonephritis, diabetische Nephropathie, Nephrosklerose und Amyloidose.

#### Urin-Proteom
Die Analyse des Urin-Proteoms ist ein experimentelles Verfahren, mit dem die Gesamtheit der im Urin vorhandenen Proteine untersucht wird. Dazu werden die Proteine durch unterschiedliche Methoden getrennt, anschließend ionisiert und mittels Massenspektrometrie analysiert. Als Trennungsverfahren werden zweidimensionale Gelelektrophorese, Flüssigkeitschromatographie, selektive Proteinadsorption, Kapillarelektrophorese und Proteinarrays eingesetzt. Charakteristische Proteinmuster wurden beobachtet bei IgA-Nephropathie, Vaskulitis und diabetischer Nephropathie.

### Leukozyten-Esterase
Im Urin vorhandene Leukozyten setzen Indoxyl-Esterasen frei, wenn sie platzen. Diese Esterase-Aktivität kann mittels Urinteststreifen nachgewiesen werden. In alkalischem Urin oder Urin niedriger Dichte platzen Zellen besonders leicht, häufig ist daher der Teststreifen positiv, wogegen bei der mikroskopischen Untersuchung keine Leukozyten nachgewiesen werden können. Im Gegensatz dazu verhindert eine hohe Dichte des Urins die Lyse von Leukozyten und vermindert so die Sensitivität des Esterase-Teststreifens.
Falsch negative Ergebnisse können auch bei einer hohen Glukose- oder Eiweißkonzentration vorkommen sowie in Gegenwart von Antibiotika (Cephalotin, Tetracyclin, Cefalexin, Tobramycin). Falsch positive Ergebnisse sind selten und kommen z. B. in Gegenwart von Formaldehyd vor. Die Sensitivität des Tests liegt bei 76–94 %, die Spezifität bei 68–81 %.

### Nitrit
Nitrit wird mittels Urinteststreifen nachgewiesen und gibt einen Hinweis auf einen bakteriellen Harnwegsinfekt. Die meisten gramnegativen Bakterien, die Erkrankungen der Harnwege hervorrufen können, besitzen Nitratreduktasen, mit Hilfe derer sie Nitrate zu Nitriten reduzieren können. Es gibt jedoch wichtige Erreger von Harnwegsinfekten, die keine oder nur geringe Aktivitäten von Nitratreduktase besitzen, wie Pseudomonas, Staphylococcus epidermidis und Enterokokken. Zudem kann der Test nur ansprechen, wenn eine ausreichende Menge von Nitraten mit der Nahrung aufgenommen wird (z. B. durch Gemüse) und der Urin ausreichend lange in der Harnblase verbleibt.
Die Sensitivität des Tests ist daher gering, die Spezifität dagegen gut mit > 90 %.

### Gallepigmente
Mit Urinteststreifen können bei Lebererkrankungen auch Urobilinogen und Bilirubin nachgewiesen werden. In der Praxis hat diese Methode aber keine Bedeutung mehr, da bei Erkrankung von Leber und Gallenwegen Leberenzyme und Bilirubin im Blut bestimmt werden.

### Ketone
Ketone können mittels Urinteststreifen durch eine Reaktion zwischen Nitroprussid mit Acetessigsäure und Aceton nachgewiesen werden.
Ketone im Urin weisen hin auf eine Ketose oder eine Ketoazidose bei Diabetes mellitus, Hunger, Erbrechen oder starker körperlicher Arbeit.

## Mikroskopie

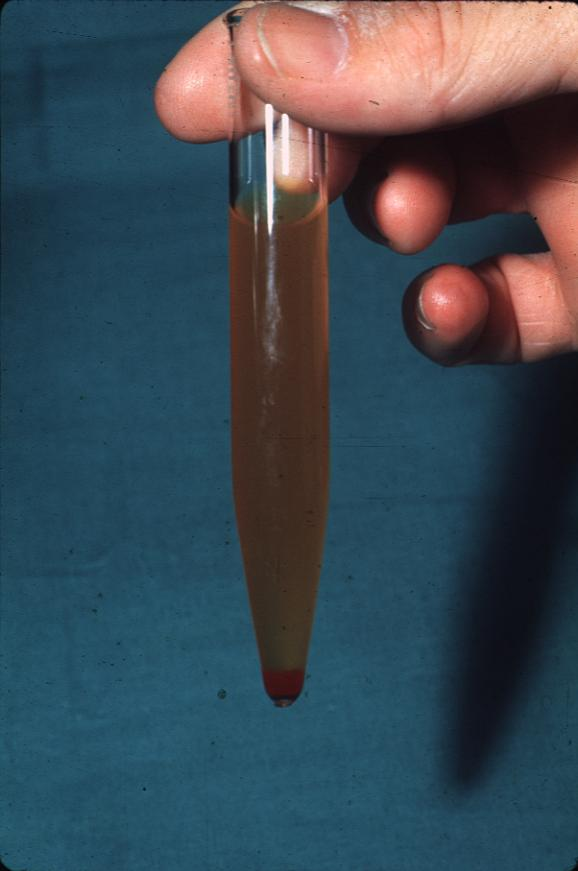
Urinsediment bei Makrohämaturie

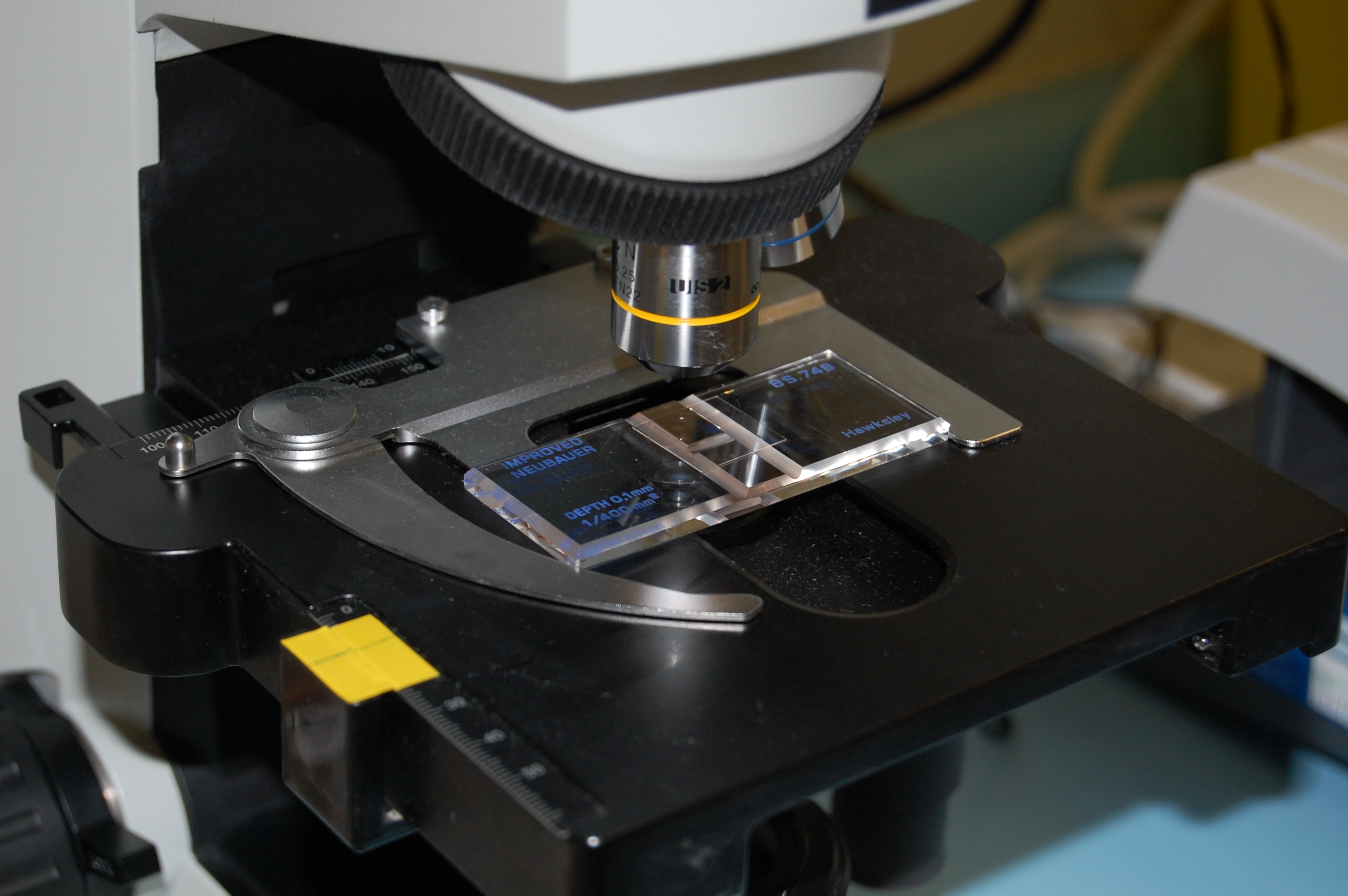
Phasenkontrastmikroskopie des Urinsediments

Die mikroskopische Untersuchung des Urinsediments ist ein unverzichtbarer Bestandteil der Urinuntersuchung und ergänzt die physikalische und chemische Urinuntersuchung um unverzichtbare Informationen.

### Methoden
Der Patient wird angewiesen, am Morgen zunächst die Blase vollständig zu entleeren. Im Nachturin können sich die im Urin vorhandenen Zellen während der langen Verweilzeit in der Blase auflösen. Für die Untersuchung des Urinsediments wird daher der zweite Morgenurin in einem Einmal-Sammelbehälter aufgefangen, nachdem zuvor die ersten Milliliter des Harnstrahls verworfen wurden, um störende Beimengungen aus der Harnröhre zu entfernen (Mittelstrahlurin). Die Urinprobe wird dann innerhalb von 2–3 Stunden untersucht. Dazu werden 10 ml des Urins 10 Minuten lang bei einer Drehzahl von 2000/min zentrifugiert; der Überstand wird verworfen, das Sediment wird resuspendiert und mit einem Phasenkontrastmikroskop untersucht. Kristalle und Fetttropfen können mit einem Polarisationsmikroskop identifiziert werden. Bei Routineuntersuchungen wird die Anzahl von Zellen in Anzahl/Gesichtsfeld angegeben, die Häufigkeit anderer Strukturen (Kristalle, Bakterien o. Ä.) auf einer semiquantitativen Skala von 0 bis ++++. Für wissenschaftliche Fragestellen wird die Zellzahl in 20 Gesichtsfeldern bestimmt oder die Zellen werden in einer Zählkammer gezählt.
Die Ergebnisse der mikroskopischen Untersuchungen können nur dann korrekt interpretiert werden, wenn die Ergebnisse des Urinteststreifens berücksichtigt werden. Alkalischer pH oder niedriges spezifisches Gewicht des Urins führen zu einem Zerfall (Lyse) von Zellen und damit zu falsch negativen Resultaten. Für die korrekte Identifikation von Kristallen ist die Kenntnis des pH-Werts erforderlich. Bei der Untersuchung von Patienten mit Erkrankungen des Nierenkörperchens gibt die Höhe der Eiweißausscheidung wichtige Informationen.

### Zellen
Im Urin treten zwei Gruppen von Zellen auf:
- Zellen, die aus dem Blutkreislauf stammen: rote Blutkörperchen (Erythrozyten), weiße Blutkörperchen (Leukozyten) und Fresszellen (Makrophagen).
- Zellen, die sich vom Deckgewebe (Epithel) von Nieren und ableitenden Harnwegen gelöst haben: Tubuluszellen aus den Nieren, Urothelzellen aus Nierenbecken und Harnleiter sowie Plattenepithelzellen aus der Harnröhre.

#### Erythrozyten (rote Blutkörperchen)

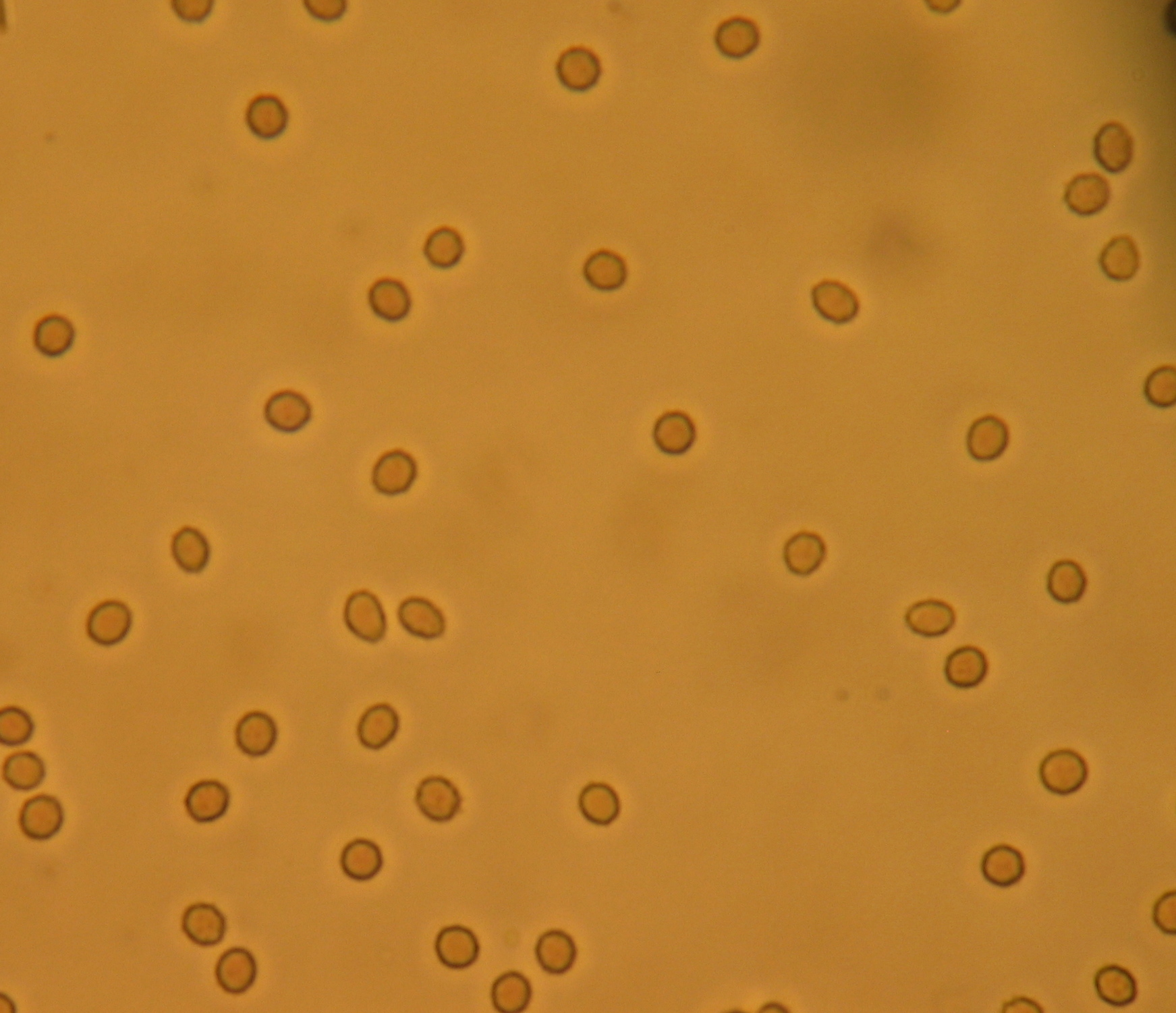
Isomorphe Erythrozyten

Erythrozyten sind scheibenförmige Strukturen mit zentraler Eindellung, der Durchmesser beträgt 4–7 μm. Erythrozyten kommen im Urin in zwei unterschiedlichen Formen vor:
- Isomorphe Erythrozyten haben im Urin die gleiche Form wie die Erythrozyten im Blut und weisen in der Regel auf eine urologisch zu behandelnde Erkrankung hin, wie Nierentumore, Nierensteine oder Blutungen aus den ableitenden Harnwegen (Abb.[21]).

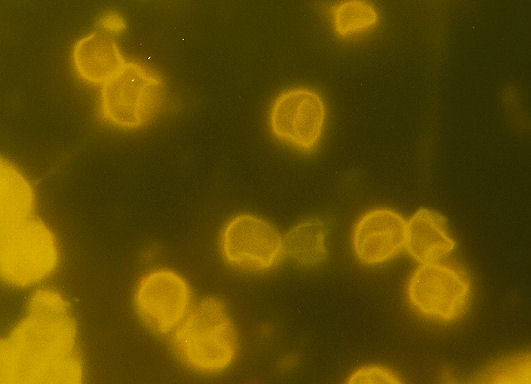
Dysmorphe Erythrozyten

- DysmorpheDysmorphe Erythrozyten Erythrozyten haben unregelmäßige Formen und Konturen und weisen auf eine Glomerulonephritis hin (Abb.[22]). Besonders charakteristische Veränderungen weisen Akanthozyten auf, Erythrozyten mit bläschenförmigen Ausstülpungen der Zellmembran (Abb.[23]). Liegt der Anteil dysmorpher Erythrozyten über 40 % bzw. der Anteil von Akanthozyten über 5 % der im Phasenkontrastmikroskop ausgezählten Erythrozyten, weist dies auf eine Glomerulonephritis hin, dem Patienten können dann unter Umständen invasive urologische diagnostische Maßnahmen wie eine Harnblasenspiegelung (Zystoskopie) erspart werden.

#### Leukozyten (weiße Blutkörperchen)

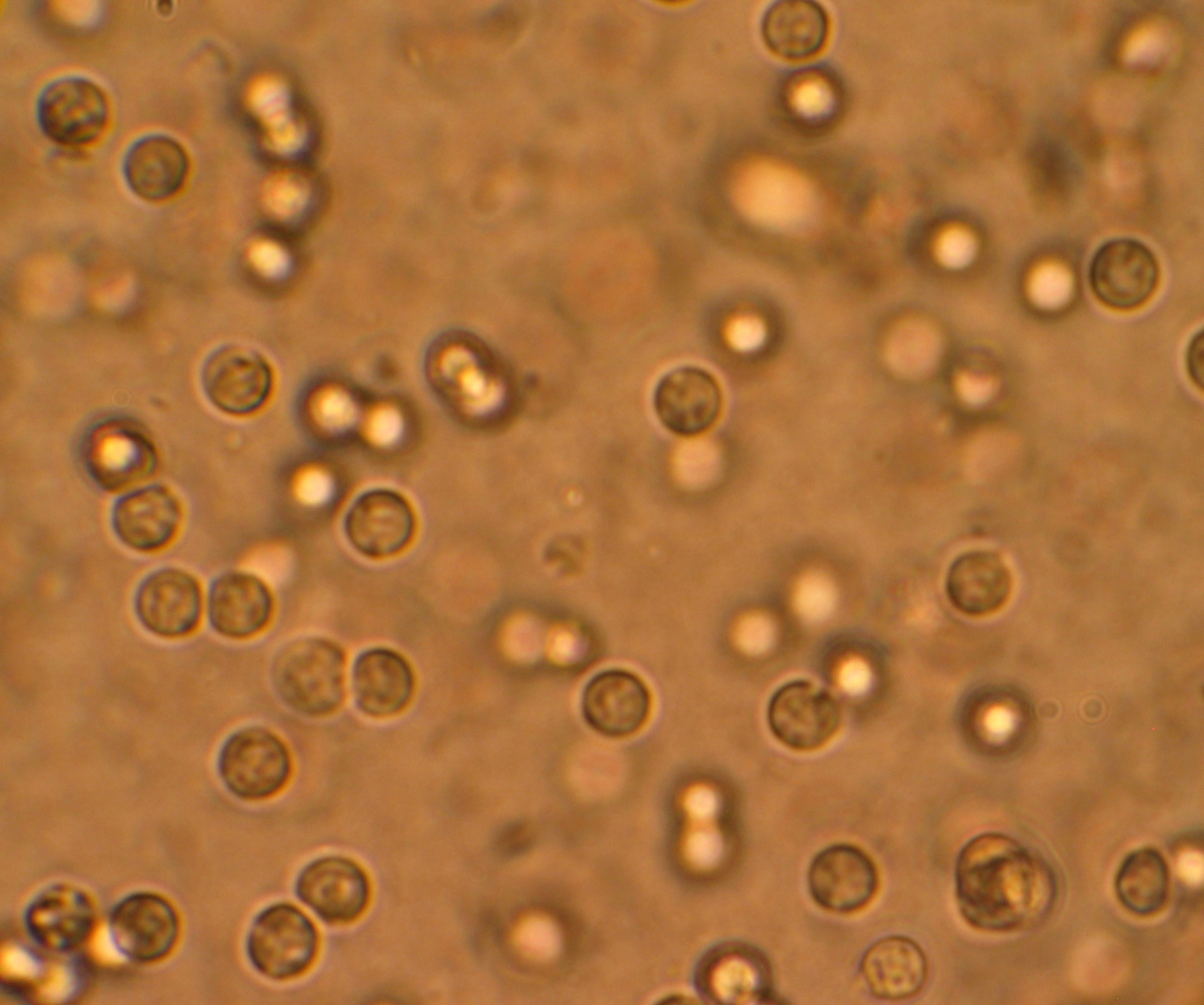
Leukozyten

Die Beimengung weißer Blutkörperchen im Urin wird als Leukurie oder Leukozyturie bezeichnet.
- Neutrophile Granulozyten sind die Leukozyten, welche im Urin am häufigsten vorkommen. Sie sind mit einem Durchmesser von 7–13 μm größer als Erythrozyten und leicht an einem körnigen (granulierten) Zytoplasma und dem gelappten Zellkern zu erkennen (Abb.[25]).

Häufigste Ursachen für das Auftreten von neutrophilen Granulozyten im Urin sind Harnwegsinfektionen und Beimengungen von Sekreten aus dem Genitalbereich zu Urin. Weitere Ursachen sind Interstitielle Nephritis, proliferative Glomerulonephritis und urologische Erkrankungen.
- Eosinophile Granulozyten können im Urin durch eine spezielle Färbemethode (Hansel Färbung, Abb.[26]) nachgewiesen werden. Sie treten bei einer Vielzahl von Erkrankungen auf wie akuter allergischer interstitieller Nephritis, die durch Antibiotika hervorgerufen wurde als auch bei rasch progressiver Glomerulonephritis, Prostatitis, chronischer Pyelonephritis, Schistosomiasis und Cholesterinembolie-Syndrom.

- Lymphozyten treten bei der zellulären Abstoßung von Nierentransplantaten frühzeitig im Urin auf. Die Identifizierung der Zellen erfordert aber spezielle Untersuchungsmethoden, die bei der Routineuntersuchung des Urinsediments nicht zur Verfügung stehen.

#### Makrophagen (Fresszellen)
Makrophagen sind Zellen von unterschiedlicher Größe, ihr Durchmesser kann 15 bis über 100 μm betragen. Das Zytoplasma kann gefüllt sein mit Fetttröpfchen (Abb.), Vakuolen, körneligen Strukturen (Abb.) oder verschlungenen (phygozytierten) Bakterien. Im Urin treten Makrophagen auf bei unselektiver Proteinurie, Glomerulonephritis und IgA-Nephritis.

#### Tubulus-Epithelzellen

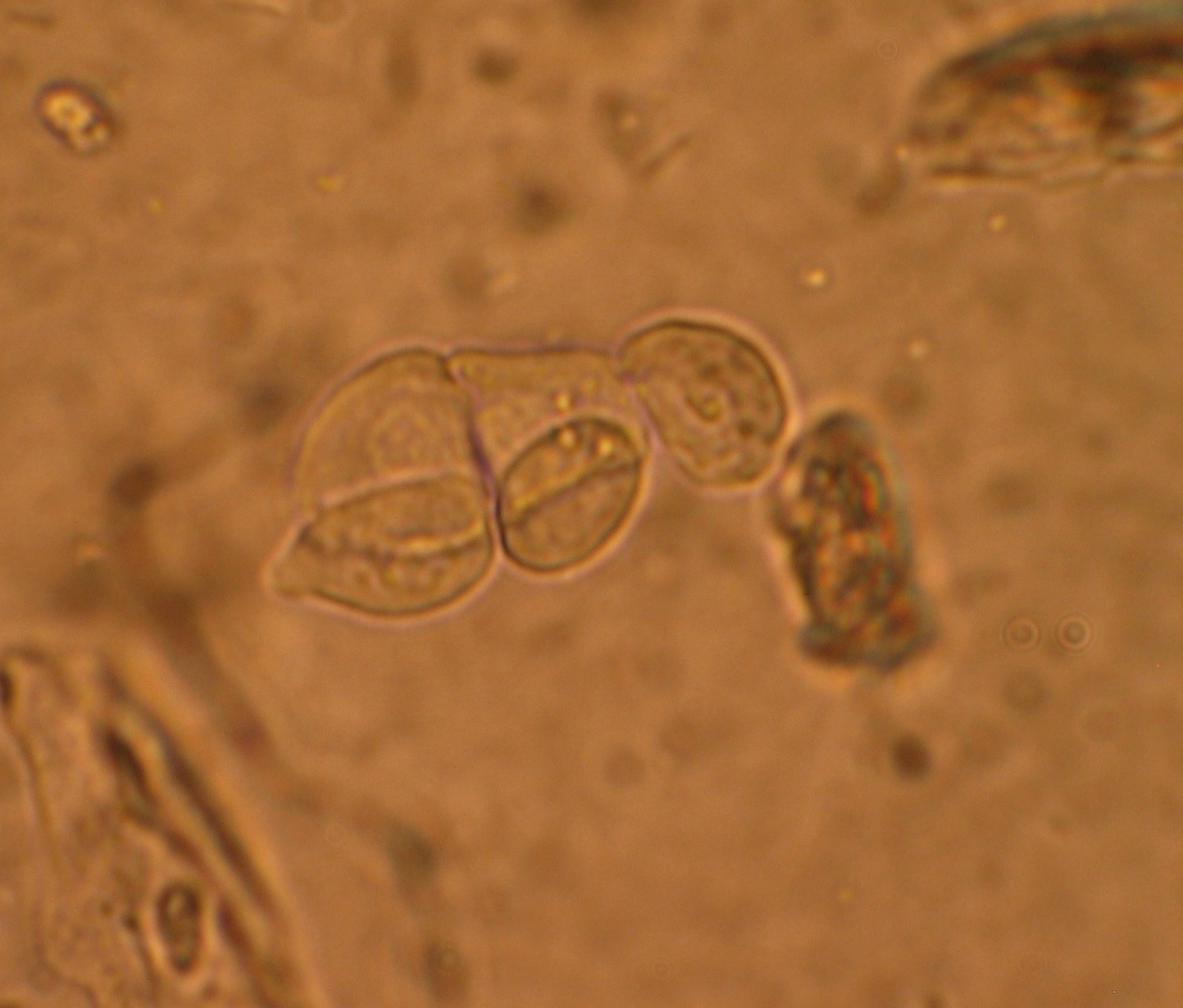
Tubulus-Epithelzellen

Tubulus-Epithelzellen stammen aus dem Nephron, dem Kanälchensystem der Niere. Je nach dem Tubulus-Segment, aus dem sie stammen, variiert ihr Durchmesser von 11–15 μm und ihre Form von rechteckig bis säulenförmig. Charakteristisch ist ein gut sichtbarer Zellkern mit Kernkörperchen (Nukleolus) (Abb.).
Tubulus-Epithelzellen treten im Urin auf bei Erkrankungen, die das Nephron schädigen, wie akutem Nierenversagen, akuter interstitieller Nephritis, akuter Abstoßung eines Nierentransplantats und in geringerer Anzahl bei proliferativer Glomerulonephritis.

#### Urothel-Zellen
Urothelzellen stammen aus dem Übergangsepithel (Urothel), welches Nierenkelche, Nierenbecken, Harnblase und beim Mann auch die obere Harnröhre auskleidet. Das Urothel besteht aus mehreren Schichten.
- Tiefe Urothelzellen: Zellen aus den tiefen Schichten sind klein mit einem Durchmesser von 13–20 µm, oval bis keulenförmig. (Abb.[30]).
- Oberflächliche Urothelzellen: Zellen aus den oberflächlichen Schichten sind größer mit einem Durchmesser von 20–40 µm. (Abb.[31]).

Tiefe Urothelzellen weisen auf urologische Erkrankungen hin wie Harnblasenkrebs, Harnsteine oder Hydronephrose. Zellen aus den oberflächlichen Schichten des Urothels treten dagegen häufig bei Harnwegsinfektionen auf.

#### Plattenepithelzellen

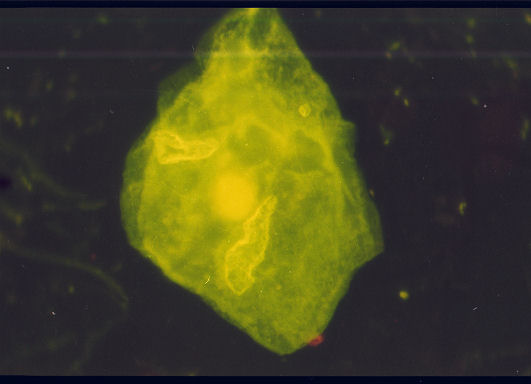
Epithelzelle mit Amyloid

Plattenepithel-Zellen sind die größten Zellen im Urinsediment, ihr Durchmesser liegt bei 45–65 µm (Abb.). Sie stammen aus der Harnröhre oder den äußeren Geschlechtsorganen (Genitalien). Bei Frauen kann das massive Auftreten von Plattenepithel-Zellen im Urin auf eine Scheidenentzündung (Vaginitis) hinweisen.

### Lipide
Fetttröpfchen (Lipide) erscheinen im Lichtmikroskop als runde, durchsichtige oder gelbe Tröpfchen unterschiedlicher Größe, die entweder einzeln, in Klumpen, im Zytoplasma von Makrophagen oder in Zylindern auftreten können. Im Polarisationsmikroskop leuchten Fetttröpfchen hell auf mit einem dunklen „Malteserkreuz“ (Abb.). Lipide im Urin können auch in Form von Cholesterin-Kristallen auftreten.
Eine Ausscheidung von Fetten im Urin (Lipidurie) findet sich typischerweise bei Erkrankungen des Nierenkörperchens, die mit einer ausgeprägten Eiweißausscheidung einhergehen.
Bei Morbus Fabry können ebenfalls Lipidtröpfchen im Urin auftreten, diese erscheinen aber unregelmäßiger und weisen im Elektronenmikroskop konzentrische Lamellen auf (Myelinkörper) (Abb.).

### Zylinder
Zylinder im Urin, genannt auch Harnzylinder und Urinzylinder, sind von Jakob Henle 1844 (nicht ohne Vorläufer) entdeckte zylindrische Gebilde, die als amorphe Zylinder einen Ausguss des Nierenkanälchens mit Tamm-Horsfall Glykoprotein darstellen, das im aufsteigenden Schenkel der Henle-Schleife gebildet wird. In der Matrix aus Tamm-Horsfall-Protein kann eine Vielzahl von Partikeln eingeschlossen sein, die auf unterschiedliche krankhafte Zustände hinweisen können. Aufgrund des Entstehungsmechanismus dieser Eiweiß-Zylinder stammen die eingeschlossenen Partikel immer aus der Niere und nie aus den ableitenden Harnwegen, in deren Sediment sie (bei einer Proteinurie) dann als hyaline Zylinder nachgewiesen werden können.
Folgende Harnzylinder können unterschieden werden:
- Hyaline Zylinder sind farblos und durchsichtig bzw. glasartig durchscheinend. Sie können bei Nierenkranken und Normalpersonen vorkommen (Abb.[37]).
- Hyalin-granulierte Zylinder enthalten körnelige Einschlüsse in hyaliner Matrix und können bei Nierenkranken und Normalpersonen vorkommen (Abb.[38]).
- Granulierte Zylinder weisen auf Nierenkrankheiten, insbesondere Nierenentzündungen, hin.
  - Feingranulierte Zylinder bestehen aus Lysosomen die Proteine enthalten, die im Nierenkörperchen filtriert wurden (Abb.[39]).
  - Grobgranulierte Zylinder bestehen aus teilweise abgebauten weißen Blutkörperchen (Leukozyten) oder Fresszellen (Makrophagen).
- Wachszylinder sind breite Zylinder mit scharfen Konturen und weisen auf akutes oder chronisches Nierenversagen hin (Abb.[40]).
- Fettzylinder bestehen meist aus Fetttröpfchen, seltener aus Cholesterinkristallen und treten bei ausgeprägter Eiweißausscheidung oder nephrotischem Syndrom auf (Abb.[41][42]).
- Erythrozytenzylinder enthalten rote Blutkörperchen (Erythrozyten). Sie weisen auf eine Glomerulonephritis hin, insbesondere auf eine rasch progressive Glomerulonephritis (Abb.[43]).
- Hämoglobinzylinder enthalten roten Blutfarbstoff (Hämoglobin). Manchmal findet eine feine Granulierung sich als Reste untergegangene Erythrozyten. Auch Hämoglobinzylinder weisen auf eine Einblutung im Nierenkörperchen aufgrund einer Glomerulonephritis, insbesondere einer rasch progressiven Glomerulonephritis hin.
- Leukozytenzylinder enthalten weiße Blutkörperchen (Leukozyten) und treten auf bei akuter interstitieller Nephritis und akuter Pyelonephritis.
- Tubulus-Epithel-Zylinder enthalten Epithelzellen aus den Nierenkanälchen und kommen bei akutem Nierenversagen, akuter interstitieller Nephritis und proliferativer Glomerulonephritis vor.
- Myoglobinzylinder ähneln Hämoglobinzylindern. Sie enthalten Myoglobin und können bei Myoglobinurie aufgrund einer schweren Schädigung der Skelettmuskulatur (Rhabdomyolyse) auftreten.
- Bilirubinzylinder sind braun gefärbt und enthalten Bilirubin bzw. dessen Metabolite (Stoffwechselprodukte) und treten auf bei Zerfall roter Blutkörperchen sowie Erkrankungen der Leber und Gallenwege (Abb.[44]).
- Zylinder, die Mikroorganismen (Bakterien, Hefen) enthalten, können bei bakteriellen oder Pilzinfektionen der Nieren auftreten.
- Kristallzylinder, die Harnsäure- (Uratzylinder), Oxalat- oder andere Kristalle enthalten, können bei allen Zuständen auftreten, die mit einer erhöhten Ausscheidung von Kristallen (Kristallurie) einhergehen.
- Gemischte Zylinder: Schließlich können auch Mischformen unterschiedlicher Typen von Zylindern auftreten.

Abzugrenzen von den echten Zylindern sind Zylindroide und Pseudozylinder. Zylindroide sind bandartige Strukturen mir spitzen oder ausgefransten Enden. Ihre Entstehung ist nicht geklärt, sie können auch bei Gesunden auftreten. Pseudozylinder sind zylindrische Ablagerung von Uraten.

### Kristalle
Im Urin kann eine Vielzahl von Kristallen vorkommen, die häufig vollkommen harmlos sein können, aber auch auf Erkrankungen oder eingenommene Medikamente hinweisen können.
Häufige Kristalle:

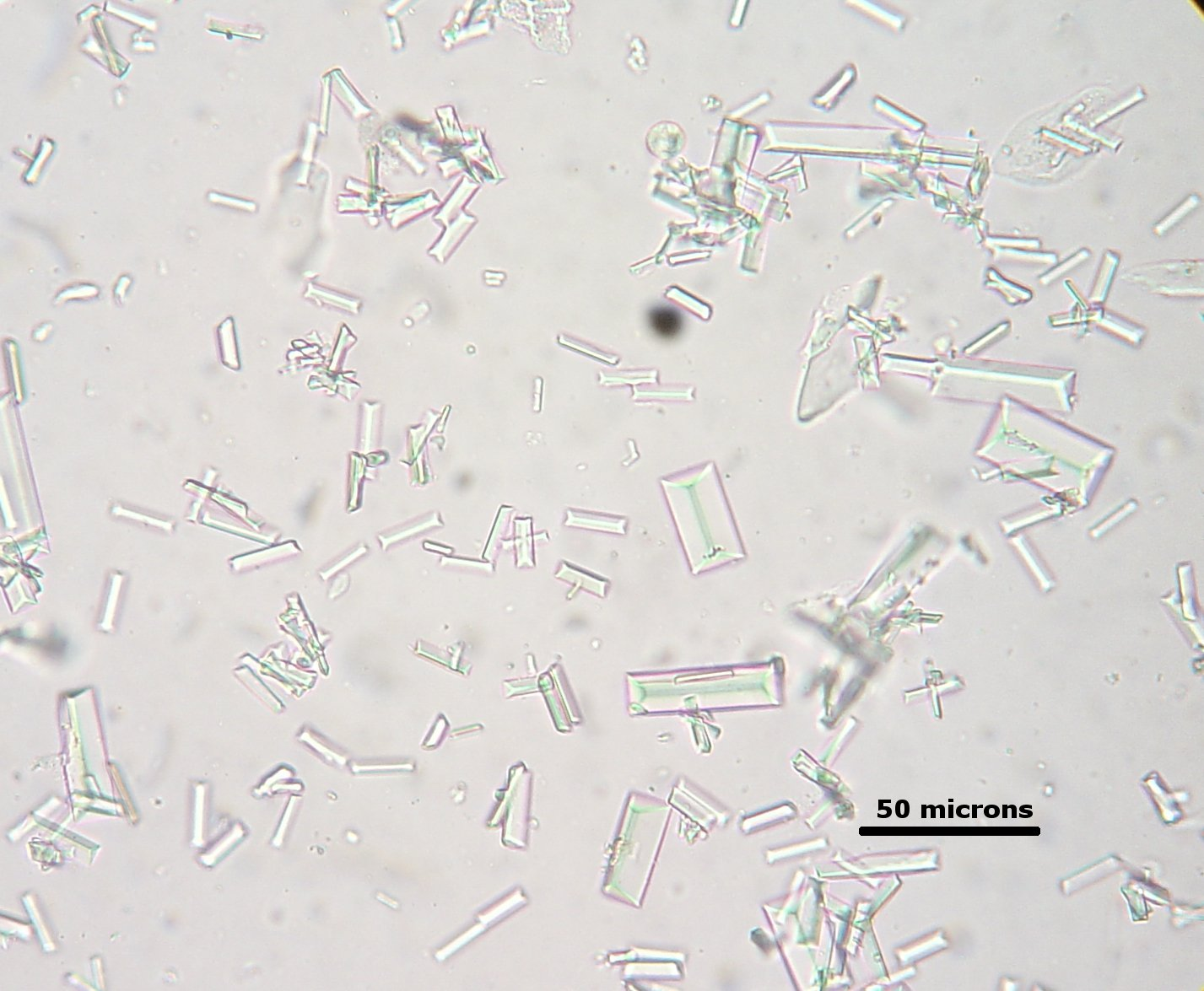
Struvit-Kristalle im Urin eines Hundes.

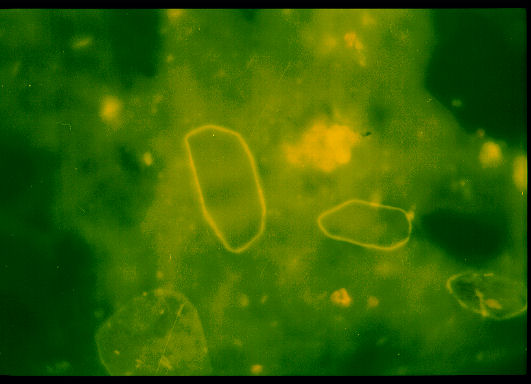
Cystin-Kristalle

Meist ist die Ausscheidung von Urat-, Oxalat- oder Phosphat-Kristallen harmlos und durch Ausfällung der Substanzen in einem konzentrierten Urin verursacht. In seltenen Fällen kann eine Kristallurie aber auf Stoffwechselstörungen wie Hypercalciurie, Hyperoxalurie oder Hyperurikosurie hinweisen.
- Harnsäure-Kristalle (Uricit) sind meist länglich, bernsteinfarben, können aber auch in anderen Formen auftreten. (Abb.[46]). Eine Harnsäure-Kristallurie kann bei Harnsäure-Nephropathie zu einem akuten Nierenversagen führen.
- Amorphe Urate bestehen aus unregelmäßigen Körnchen und können dem Urin bei massenhaftem Auftreten eine rote Färbung verleihen (Ziegelmehlsediment, Abb.[47]).
- Calciumoxalat-Monohydrat-Kristalle (Whewellit) sind oval, hantelförmig oder bikonkav (Abb.[48]). Im Rahmen einer Ethylenglycolvergiftung oder einer Sternfruchtvergiftung kann eine Oxalat-Kristallurie zu einem akuten Nierenversagen führen.
- Calciumoxalat-Dihydrat-Kristalle (Weddellit) haben die Form eines Oktaeders (Abb.[49]).
- Calciumphosphat-Kristalle erscheinen als prismenförmig, sternförmig, nadelförmig und in anderen Formen (Abb.[50]).
- Tripelphosphat-Kristalle (Struvit) haben die Form eines Sargdeckels (Abb.[51]).
- Amorphe Phosphate finden sich in Form unregelmäßiger Körnchen.

Kristalle die auf Erkrankungen hinweisen:
- Cholesterin-Kristalle sind durchsichtige dünne Plättchen mit scharfen Kanten, die häufig zusammenklumpen (Abb.[52]). Cholesterin-Kristalle kommen im Urin bei ausgeprägter Eiweißausscheidung oder nephrotischem Syndrom vor.
- Zystin-Kristalle erscheinen als unregelmäßige sechseckige Plättchen die miteinander verbacken sein können (Abb.[53]). Zystin-Kristalle sind beweisend (pathognomonisch) für das Vorliegen einer Zystinurie.
- 2,8-Dihydroxy-Adenin-Kristalle sind kugelförmige, bräunliche Kristalle mit einer vom Zentrum ausgehenden Streifung. Das Vorkommen dieser Kristalle weist auf einen Defekt des Enzyms Adenin-Phosphoribosyltransferase hin.

Arzneimittel-Kristalle
Arzneimittelkristalle weisen oft untypische Formen auf.
- Eine Vielzahl von Arzneimitteln kann zur Kristallen im Urin führen, insbesondere bei Überdosierung, rascher intravenöser Gabe, Albuminmangel, Austrocknung und in Abhängigkeit vom Urin-pH: Sulfadiazin, Aciclovir, Indinavir, Pyridoxylat, Primidon, Felbamat, Amoxicillin und Ciprofloxacin.
- Bestimmte Medikamente können auch zu einer vermehrten Ausscheidung von Calcium-Oxalat-Kristallen führen, z. B. Naftidrofuryloxalat, Vitamin C und Orlistat.

## Richtwerte im Urin
|                   | Wert und Einheit                                      |
| ----------------- | ----------------------------------------------------- |
| Leukozyten        | < 25 Leu/μl bzw. Einheit Gpt/l = Giga-Parts pro liter |
| Erythrozyten      | < 2 Erythrozyten/μl                                   |
| Plattenepithelien | bis 15 pro Gesichtsfeld                               |
| Rundepithelien    | keine                                                 |
| Bakterien         | keine                                                 |
| Nitrit            | 0 mg/dl                                               |
| pH-wert           | 4,6–7,5                                               |
| Eiweiß            | < 10 mg/dl                                            |
| Glucose           | 0 mg/dl                                               |
| Keton             | 0 mg/dl                                               |
| Bilirubin         | 0 mg/dl                                               |
| Urobilinogen      | 0 mg/dl                                               |
| Blut im Harn      | negativ                                               |